# Radio de acción
El radio de acción (también llamado, aunque solo en el ámbito militar, radio de combate) es el punto más alejado al que puede llegar una aeronave en el caso de que tenga que regresar a su punto de despegue inicial. El radio de acción se calcula teniendo únicamente en cuenta la cantidad de combustible embarcada en el momento del despegue inicial e ignorando, por lo tanto, todo reabastecimiento de combustible en vuelo y todo contacto con el suelo (mediante el que el aparato también podría haberse reabastecido en combustible). En los modelos de aeronave capaces de embarcar depósitos externos de combustible (en general lanzables una vez vacíos), se distingue entre diferentes capacidades de radio de acción, en función de que la aeronave haya o no embarcado depósitos externos y en este último caso en función de la capacidad que tuvieran dichos depósitos externos.
El radio de acción se distingue por tanto de los conceptos de alcance (una distancia referida a una hipotética línea recta, sin regreso al punto de despegue) y de autonomía (el tiempo máximo en el que una aeronave es capaz de mantenerse en vuelo), aunque, naturalmente, las tres especificaciones (radio de acción, alcance y autonomía) son resultantes de la capacidad de combustible inicial en el momento del despegue.

## Radio de combate

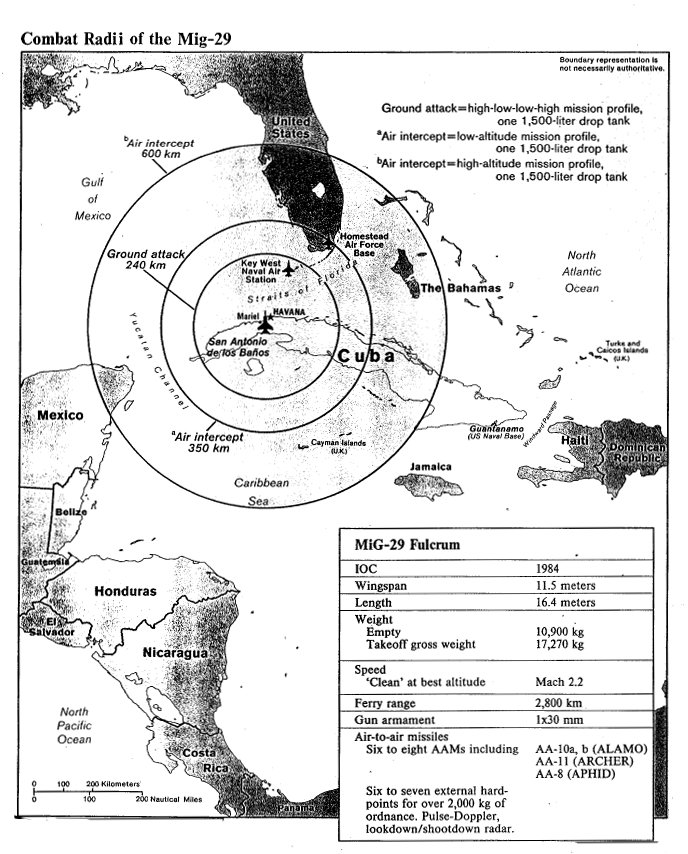
Mapa de la CIA que muestra el radio de combate de cazabombarderos cubanos MiG-29 con base en San Antonio de los Baños. Las distintas circunferencias mostradas se corresponden con diferentes configuraciones de misión:
· interceptación aérea a alta altitud, 600km
· interceptación aérea a baja altitud, 350 km
· ataque a tierra con perfil Hi-Lo-Lo-Hi, 240 km

En el ámbito de la aviación militar, el radio de combate es lo mismo que el radio de acción, pero el término hace más énfasis en los factores propiamente militares y en cuanto pueda suceder o esté previsto que suceda en vuelo, incluyendo el despegue, el recorrido de ida, la ejecución de una misión típica (ya sea reconocimiento, bombardeo, escolta o intercepción de otras aeronaves, patrulla, entrenamiento, etc.), el regreso a su base de origen con una reserva de carburante de seguridad y el aterrizaje. El radio de combate de una aeronave varía dependiendo de varios factores como la disponibilidad de tanques externos de combustible, el perfil de ejecución de la misión (o altitud de vuelo), la situación meteorológica o la carga de combate. De este modo:
- Una aeronave con tanques externos tendrá un radio de combate mucho mayor que una que no los lleve. Sin embargo, los tanques de combustible añaden peso y empeoran la aerodinámica, lo que influye negativamente; aunque estos pueden ser eyectados una vez consumidos.
- El perfil de ejecución de la misión hace referencia a las distintas altitudes a las que vuela la aeronave dependiendo de la misión a ejecutar. Cada tipo de motor tiene una altitud determinada en donde es más eficiente, consumiendo menos combustible para una misma distancia. Si el perfil de la misión obliga a volar mucho tiempo a una altitud diferente a esa, el radio de acción se verá influido.
- La presencia de viento de cola o de cara puede ampliar o acortar respectivamente el radio de combate.
- El armamento que porta cada aeronave varía dependiendo del tipo de misión. El peso y características aerodinámicas del mismo influye en el radio de combate.

El radio de combate de una aeronave no debe ser confundido con el alcance máximo de la misma, parámetro que indica la distancia capaz de recorrer con la máxima carga y sin tanques externos; o el alcance en ferry, que indica la distancia máxima posible sin armamento y con tanques de combustible.

### Ejemplo
En función de los factores anteriormente indicados el radio de combate puede variar ostensiblemente. Por ejemplo, un avión AV-8B Harrier II puede tener los siguientes radios de combate:
| Perfil de la misión | Tanques externos | Armamento externo | Radio de combate             | Radio de combate |
| ------------------- | ---------------- | ----------------- | ---------------------------- | ---------------- |
| Hi-Lo-Lo-Hi         | Sí               | 6 x Mk-82 SE      | 460 millas náuticas (852 km) |                  |
| Hi-Lo-Lo-Hi         | No               | 6 x Mk-82 SE      | 314 nmi (582 km)             |                  |
| Lo-Lo-Lo            | Sí               | 6 x Mk-82 SE      | 294 nmi (544 km)             |                  |
| Lo-Lo-Lo            | No               | 6 x Mk-82 SE      | 202 nmi (374 km)             |                  |